# Khamag Mongol

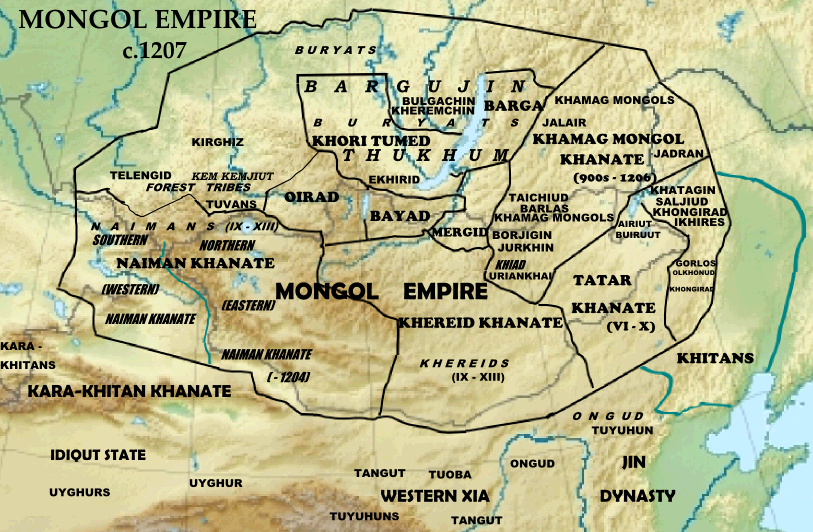
Impero mongolo, circa 1207

Khamag Mongol (in lingua mongola |Хамаг монгол, letteralmente mongolia intera) fu la più grande confederazione tribale mongola (lega di kanati) nel XII secolo. Viene talvolta considerata come lo stato predecessore dell'impero mongolo.

## Storia
L'esistenza di un potere tribale un po' misterioso conosciuto nella tradizione mongola come Khamag Mongol Uls viene registrata dalle fonti di Khitan dinastia Liao (907-1125) in Cina del Nord e nella Mongolia orientale. Dopo la caduta della dinastia Liao nel 1125, i mongoli Khamag iniziarono a giocare un ruolo importante nelle pianure della Mongolia. Occuparono una delle terre più fertili dell paese, i bacini dei fiumi Onon,  Kherlen e Tuul Gol nei monti Khentii. I Tayichiud (cirillico: Тайчууд) erano una delle tre tribù principali del Kanato Khamag Mongol della Mongolia nel corso del XII secolo, la cui popolazione viveva nella parte meridionale del russo Zabaykalsky Krai. Il Zabaykalsky Krai e la provincia mongola di Khentii erano le regioni centrali del Khanato Khamag Mongol Il Khamag era costituito dai quattro clan più importanti Borjigin, Tayichuud, Jalair e Jirukhen.
Il primo khan del Khamag Mongol di cui si abbiano fonti fu Khabul Khan, del clan Borjigin, che respinse con successo l'invasione dell'esercito di Jurchen Jin. A Khabul Khan succedette Ambaghai Khagann dei Tayichiud, che venne catturato dai Tartari mentre dava in sposa sua figlia al loro capo e da loro consegnato a Jin, da cui fu crudelmente giustiziato. Ad Ambaghai succedette Hotula Khan, un figlio di Kabul Khan che impegnò i tartari in 13 battaglie, nel tentativo di ottenere vendetta per la morte di Ambagai Khan.
Il Khamag Mongol non riuscì ad eleggere un khan dopo la morte di Hotula, ma il nipote di Khabul, Yesugei, capo della tribù Borjigin, fu di fatto il capo del Khamag Mongol. Temujin, il futuro Gengis Khan, nacque nella famiglia di Yesukhei come primo figlio di Delüün Boldog, nei pressi del corso superiore del fiume Onon nel 1162.
Quando il giovane Tooril Khan chiese aiuto a Yesukhei, il sovrano del Khamag Mongol, per detronizzare suo fratello, i mongoli lo aiutarono a salire al trono nei primi anni del XII secolo.
Yesukhei venne avvelenato dai Tartari, nel 1171, e morì in pochi giorni. Il Khamag Mongol si disintegrò poco dopo, quando Taigutei, dei Tayichiud, usurpò la guida della tribù ed esiliò le due mogli di Yesugei con i loro figli. Anarchia politica e assenza di potere continuarono fino al 1189, quando Temujin divenne Khan dei Khamag Mongol facendo scoppiare una guerra con le altre tribù mongole. L'amico di Temujin, Jamukha, venne riconosciuto dalle tribù rivali come Gur-Khan (regnante universale), nel 1201, ma venne sconfitto dall'alleanza dei Khamag Mongol con i Keraite.
Quando Tooril Khan rifiutò di cementare l'alleanza con i Khamag, Temujin distrusse il suo clan e riunì tutti i clan mongoli entro il 1206, quando ottenne il titolo di Gengis Khan.